# Languidic

Languidic este o comună în departamentul Morbihan, Franța. În 1 ianuarie 2022 avea o populație de 8.046 de locuitori.